# Ewen Cameron
Donald Ewen Cameron (Stirling, 24 de dezembro de 1901 - 8 de setembro de 1967) foi um psiquiatra nascido na Escócia e naturalizado norte-americano.
Cameron trabalhou para a CIA no Projeto MKULTRA, quando chefe do Instituto Allan Memorial em Montreal, Canadá, afiliado a McGill University também em Montreal.

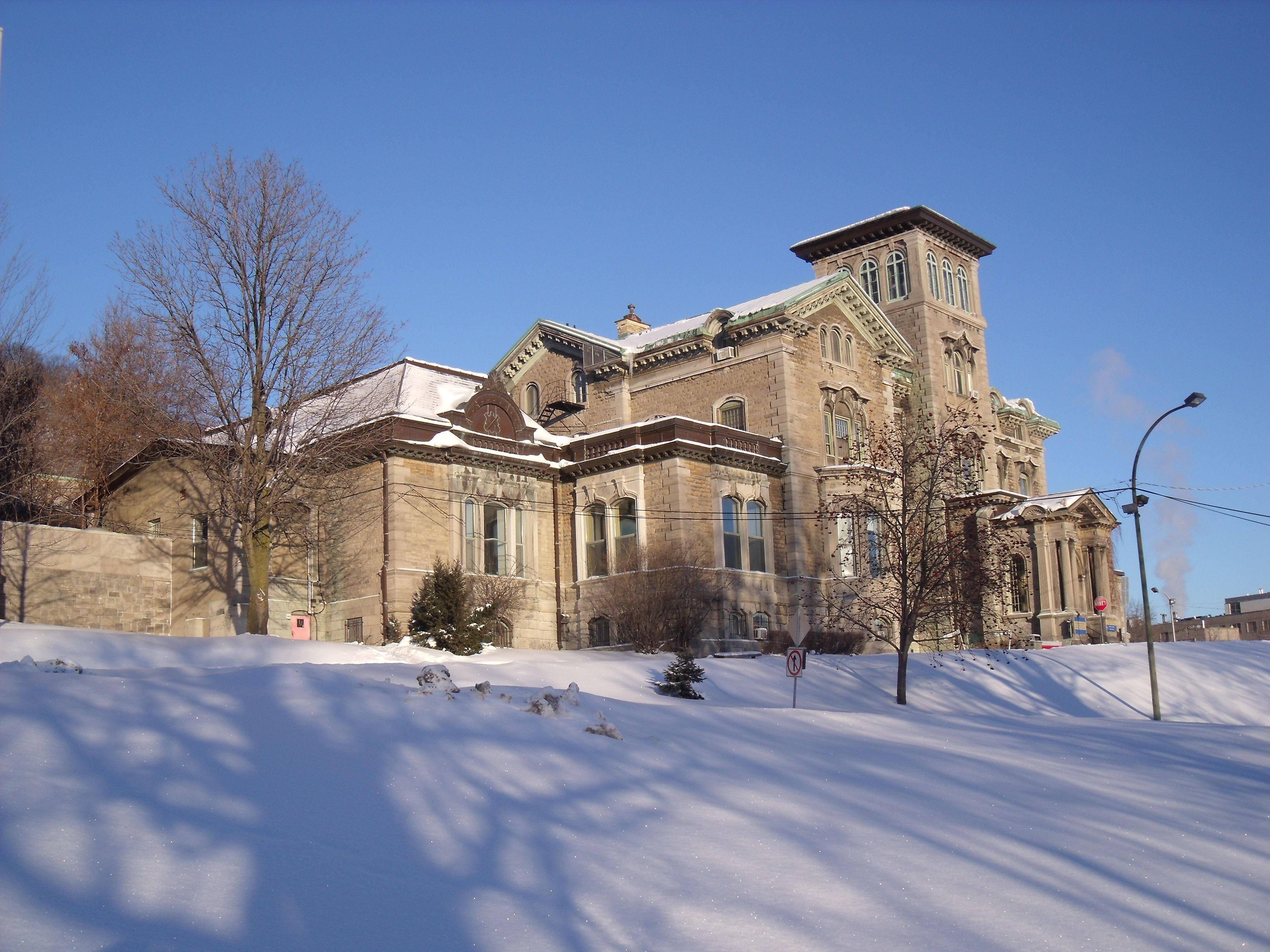
Instituto Allan Memorial,Universidade McGill Canadá

## Experimentos em Seres Humanos
O trabalho de Cameron fazia parte do projeto da CIA de pesquisa em controle da mente e, eventualmente, levou aos Manuais KUBARK conhecidos por seu uso e ensino pela Escola das Américas, além de sua relação com o atual Programa de Tortura desenvolvido e executado pelos Estados Unidos da América, na prisão de Guantanamo e em diversos outros locais.
Os experimentos do MK-ULTRA em que Cameron participou, vieram parcialmente ao conhecimento público após o Church Committee e através de documentos liberados em 1977 pelo governo americano. Nestes descobriu-se que Cameron submeteu pacientes a experimentos os quais incluíam uso de LSD e de outras drogas, além de intensa descarga de choques elétricos, sem o consentimento ou conhecimento dos pacientes e familiares.
Grande parte dos documentos relacionados aos projetos da CIA ligados ao MK-ULTRA jamais foram revelados até 2014. O diretor da agência, Allen Dulles, teria providenciado para que tais arquivos comprometedores não  fossem encontrados.

## Manuais KUBARK
A Escola das Américas, (em inglês School of the Americas), e, a partir de 2001 renomeada como Western Hemisphere Institute for Security Cooperation (WHISC) — Instituto do Hemisfério Ocidental para a Cooperação em Segurança, tem estreita ligação com o uso de técnicas de tortura do Manual, as quais fazem parte do resultado dos experimentos em seres humanos patrocinados pela CIA e dos quais Ewen Cameron fez parte.

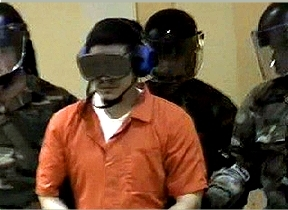
Prisioneiro americano Jose Padilla

## Experimetos Relacionados

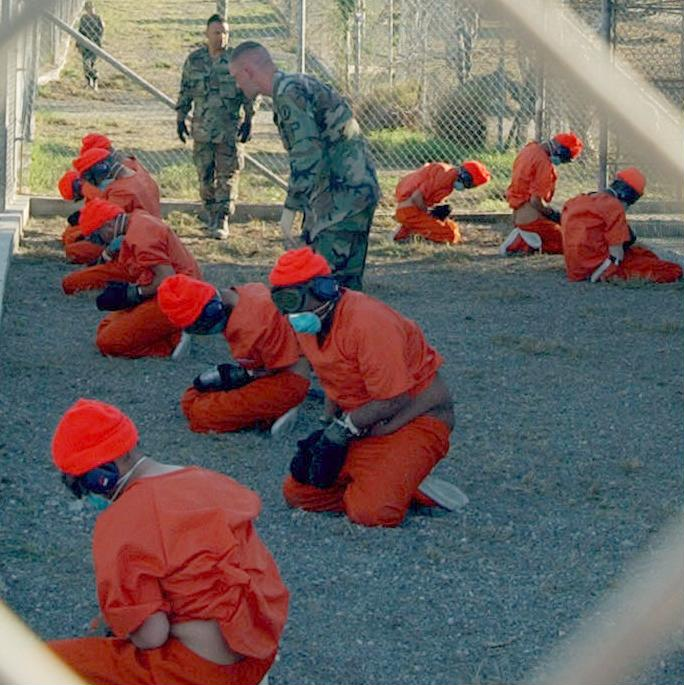
Prisioneiros na Base Naval de Guantanamo - Uso de Privação sensorial (2006)

O nome do psicólogo canadense Donald O. Hebb está ligado às pesquisas psicológicas as quais determinaram os efeitos do uso de privação sensorial e outros métodos os quais, posteriormente, vieram a fazer parte das técnicas de tortura desenvolvidas sob supervisão da CIA. Como Ewen Cameron, Hebb estava igualmente ligado à Universidade McGill, no Canadá. Os resultados das pesquisas de Hebb apareceram mais tarde, como no caso das fotos de prisioneiros encapuzados, com óculos escurecidos e luvas grossas, ou em posições bizarras, na prisão americana de Guantánamo e na prisão de Abu Ghraib, sob comando norte-americano. Dos estudos de Hebb resultaram tais técnicas vistas como tortura. Ele é visto como precursor dos experimentos de Ewen Cameron feitos para o Projeto MK-ULTRA, na Universidade McGill.
Naomi Klein afirma em seu livro A Doutrina do Choque: a Ascensão do Capitalismo de Desastre que a pesquisa de Ewen Cameron no Instituto Allan Memorial e a sua contribuição para o MK-ULTRA não se tratavam de controle mental e lavagem cerebral, mas sim de "como criar um sistema de base científica para a extração de informações diante de resistência". Ou seja, de que modo criar técnicas eficazes para quebrar a resistência de um indivíduo, o que, na verdade, consiste no aprimoramento de  técnicas de tortura".
Ela cita o pesquisador e historiador Alfred W. McCoy: "Com seus excessos bizarros, as experiências de Cameron, com base no avanço anterior de Donald O. Hebb, lançou as bases científicas para dois estágios do método de tortura psicológica da CIA", afirma Alfred W. McCoy.
Donald Hebb, falando em um simpósio na Universidade de Harvard sobre privação sensorial em junho de 1958. Ele comentou:
"O trabalho que temos feito na Universidade McGill começou, na verdade, com o problema da lavagem cerebral. Nós não fomos autorizados a dizê-lo na primeira publicação .... 'Lavagem cerebral' foi um termo que veio um pouco mais tarde, aplicado a procedimentos chineses. Nós não sabíamos quais os procedimentos russos, mas parecia que eles estavam produzindo algumas mudanças peculiares de atitude. Como? Um fator foi o possível isolamento de percepção. E nos concentramos nisso".